# 関潤
関 潤（せき じゅん、1961年5月9日 - ）は、日本の実業家。東風汽車有限公司総裁、日産自動車執行役副最高執行責任者（副 COO）、日本電産代表取締役社長執行役員最高経営責任者（CEO）などを経て、2023年2月から鴻海精密工業グループの電気自動車（EV）事業の最高戦略責任者（CSO）。

## 来歴・人物
長崎県佐世保市出身。1980年長崎県立佐世保南高等学校卒業。高校時代は陸上部で短距離をやり、生徒会長も務めた。
1980年、防衛大学校に入学。両親に学費の負担をかけたくなかったのと、ジェット戦闘機のパイロットになりたいというのが志望の動機であった。1984年、防衛大学校理工学専攻機械工学専門課程を卒業。同期にグッドウィル・グループ創業者の折口雅博や村井嘉浩宮城県知事、湯浅悟郎陸上幕僚長、坂口大作防衛大学校教授、不動産投資家の倉石灯などがいる。
2.0あった視力が急に低下してパイロットへの道が閉ざされ陸上自衛隊に入ったもののすぐに除隊。
1986年に日産自動車に入社し生産部門などを担当。2001年には北米日産会社に出向した。2006年、日産自動車パワートレイン生産技術本部主管。2009年、日産自動車プログラム・ダイレクターオフィス プログラムダイレクター。2012年、日産自動車執行役員MC-ASIAサポート、日本/アジア事業統括室、国内ネットワーク戦略部、グローバル資産管理部、関係会社管理部、マリーン事業管理室などを担当。2013年、東風汽車有限公司の副総裁に就任。2014年、日産自動車常務執行役員中国マネジメントコミッティ担当兼東風汽車有限公司総裁に就任。2018年、日産自動車専務執行役員、アライアンス SVP、生産技術担当に就任。
2019年10月7日、日産自動車執行役/副最高執行責任者への就任が発表され、内田誠最高経営責任者、アシュワニ・グプタ最高執行責任者とのトロイカ体制が敷かれた。当時はカルロス・ゴーン前会長が金融商品取引法違反容疑で逮捕され、社内は混乱していたが副COOとして会社を立て直すことを決意した。ところが翌10月8日に日本電産CEOの永守重信から口説かれ1か月足らずで辞任、2020年、日本電産特別顧問に就任した。同年日本電産代表取締役社長執行役員最高執行責任者兼インド日本電産取締役会長に就任した。2021年6月、永守会長から最高経営責任者（CEO）を引き継いだ。
2022年4月、日本電産代表取締役社長執行役員兼最高執行責任者（COO）に降格。車載事業本部長、日本電産トーソク取締役会長、インド日本電産会長を兼務。永守の関に対する株価や業績への不満が背景にあり、急変する世界情勢を踏まえ永守自身が再び指揮することを決めた。関は「正直、悔しい。向かい風をはね返す実力がなかった」と話した。2022年9月2日、業績悪化の責任をとるため日本電産社長兼COOを退任。永守重信会長兼CEOは「外部にいい後継者がいると考えたのは錯覚だった」と語り、関の後任には創業メンバーの一人の小部博志副会長が就任した。
2023年1月30日、台湾の鴻海科技グループは、関が同年2月1日付で電気自動車（EV）事業の最高戦略責任者（CSO）に就くと発表した。電子機器製造受託サービス（EMS）からの事業多角化を目指す鴻海にとって、EV事業では初の著名経営者の招へいとなる。